# Doktor Živago
Román Doktor Živago (rusky: "Доктор Живаго") je nejvýznamnější prózou ruského autora Borise Leonidoviče Pasternaka.

## Historie
Byl dokončen v roce 1956, ale kvůli politickým poměrům v Sovětském svazu byl v SSSR vydán teprve v roce 1988 v časopisu „Novyj mir“ (č. 1–4). Po několika měsících vyšlo také první sovětské knižní vydání. Poprvé byl proto publikován v Itálii u nakladatelství Feltrinelli v roce 1957. Nese jméno hlavního hrdiny Jurije Andrejeviče Živaga, který se stává lékařem a současně píše básně. Vypráví o jeho složitém životním příběhu na pozadí historických událostí v Rusku: Ruské revoluce v roce 1905, 1. světové války, Říjnové revoluce v roce 1917 a dále během Ruské občanské války. Je zde také zobrazen život ruské inteligence a krutost všech systémů, během kterých se odehrává. Román proslavila i filmová adaptace s Omarem Sharifem, kde zní vícero verzí písně „Lara's Theme“. I česky „Krásné je žít“ (Milan Chladil) byla velmi oblíbená, i když posluchači možná ani neznají její původ.

## Postavy
- Jurij Andrejevič Živago
- Toňa – Antonina Alexandrovna Gromeková, jeho manželka
- Lara – Larisa Fjodorovna Guichardová, jeho milenka
- Paša – Pavel Pavlovič Antipov (Strelnikov), Lařin manžel
- Viktor Ipolitovič Komarovskij, právník Živagova otce, Lařin bývalý milenec
- Jevgraf Živago, nevlastní bratr Jurije

## Děj
Román odehrávající se v Rusku sleduje osudy Jurije Živaga. Začíná v momentě, kdy mu zemřela matka. Jeho otec je neznámo kde, nevede se mu dobře, ačkoliv kdysi jméno Živago mělo lesk. Otec spáchá sebevraždu. Na jeho smutném konci má podíl jeho osobní právník Komarovskij. Jurij vyrůstá u svého strýce v Moskvě spolu se strýcovou dcerou Toňou. Jurij se rozhodne pro studium medicíny. Když maminka Toni umírá, řekne dětem, že by se měly vzít.
Souběžně se odvíjí osud Lary. Její matka vlastní krejčovskou dílnu a podporuje ji Komarovskij. Ten naváže vztah s Larou, kterou však pokračující vztah ničí a chce se z něj vymanit. Její matka se v důsledku toho pokusí o sebevraždu. Když dochází k její záchraně, setká se při tom poprvé mladý Jurij s Larou. Lara se poté osamostatní a působí jako vychovatelka v rodině své spolužačky. Ačkoliv je tam spokojená, její chráněnka odroste a ona odchází. Rozhodne se vyhledat Komarovského, aby jí nezištně pomohl. Zastihne ho na vánočním večírku. Zde se opět setkává s Jurijem. Lara má s sebou zbraň a rozhodne se ji použít, i když ranou není zasažen Komarovskij, ale jeho kolega u stolu. Komarovskému se podaří skandál díky svým kontaktům ututlat a Lara může dostudovat. Po ukončení školy si vezme Pašu, oba odjíždějí do Jurjatinu, kde Lara i Paša pracují jako učitelé na gymnáziu a narodí se jim dcera Kátěnka.
Začala 1. světová válka. Jurijovi se narodí syn Saša. Kvůli nedostatku lékařů na frontě musí narukovat. Paša také narukuje, avšak dobrovolně. Protože od něj Lara z fronty nemá žádné zprávy, rozhodne se ho hledat a stane se zdravotní sestrou. Setká se s doktorem Živagem. Ten si uvědomí, že Laru už dvakrát viděl. Píše o ní Toně. Ta získá podezření, že s ní navázal vztah. Paša je nakonec považován za mrtvého.
Ještě před revolucí se Živago vrací domů. Rodina nyní užívá jen tři pokoje svého velkého domu. V Moskvě vládne bída. Aby tomu rodina unikla a mohla žít nenápadně, rozhodnou se odjet na svou někdejší usedlost Varykino u města Jurjatin na Uralu. Cesta vlakem v nákladních vagónech je dlouhá. Na jedné zastávce Jurij vystoupí a zadrží ho vojáci, je odveden ke Strelnikovovi, rudému vojenskému komisaři. Strelnikov není nikdo jiný než Lařin domněle padlý muž Paša, který se zapojil do revoluce. Zpočátku byl Jurij pro revoluci, pak ale neschvaloval násilí.
Rodina žije v přístavku domu ve Varykinu, pěstují zeleninu, Živago jako lékař radí lidem v okolí. Toňa je v jiném stavu. Pomůže mu zde i jeho nevlastní bratr Jevgraf, se kterým se setkal už v Moskvě. Živago začne zajíždět do Jurjatinu do knihovny. Zde se setká s Larou a začne se s ní scházet. Po nějaké době se rozhodne poměr ukončit. Když se vrací z města, je přepaden partyzány. Živago s nimi od té doby musí žít a pracuje pro ně jako lékař. Je popisován jejich kočovný život v táborech, boje, krutost obou bojujících stran i strach partyzánů o jejich rodiny.
Živago se rozhodne uprchnout a vrací se do Jurjatinu. Dozví se, že Toňa, která mezitím porodila holčičku Mášu, s tchánem odešla do Moskvy. Živago žije u Lary, nějakou dobu je nemocný, ale uzdraví se. Laře i jemu hrozí nebezpečí: Laře jako manželce Strelnikova, jenž upadl v nemilost, a Jurijovi jako synovi „sibiřského milionáře“ a člověka nesouhlasícího s revolucí. Od Toni mu dojde dopis, ve kterém se dozví, že rodina byla vypovězena z Ruska.
Za Živagem a Larou přijde Komarovskij a nabízí jim pomoc – mohl by je odvézt pryč a zachránit tak jejich svobodu. Odmítnou. Místo toho se rozhodnou strávit zbývající čas na svobodě ve Varykinu, kde nebudou tolik na očích. I tam za nimi přijede Komarovskij, aby svou nabídku opakoval, Živago ji odmítne. Komarovskij Jurijovi řekne, že Strelnikov je mrtvý a Laře hrozí nebezpečí, aby tedy aspoň předstíral, že nabídku přijímá. Lara s Kátěnkou a Komarovským odjede, je totiž těhotná. Živago zůstane. Setká se zde pak se Strelnikovem, který nebyl mrtvý, ale na útěku. Ten nakonec ve Varykinu spáchá sebevraždu.
Jurij se vydá do Moskvy, zde píše drobné spisky, snaží se dostat do zahraničí za Toňou. Zanechá lékařské praxe a přestane o sebe dbát. Žije s Marinou, mají spolu dvě holčičky. Později potká Jevgrafa, ten mu opatří místo v nemocnici. Když poprvé jede do nemocnice, dostane v tramvaji srdeční záchvat a zemře.
Na jeho pohřeb přijde i Lara, která přijela do Moskvy, setkává se zde s Jevgrafem. Pomůže mu uspořádat Jurijovy básně a poprosí ho o pomoc při hledání své a Jurijovy dcery Táni, kterou kdysi – když byla s Komarovským na jihovýchodě Ruska – musela svěřit do cizích rukou. Po několika dnech však Lara zmizí, pravděpodobně byla zatčena a skončila v koncentračním táboře.
Dospělá Táňa se setká s generálem Jevgrafem Živagem, svým strýcem, který se jí chce ujmout, díky náhodě za druhé světové války.

## Filmové adaptace
- V roce 1965 byl v USA natočen podle tohoto románu stejnojmenný hraný film v režii Davida Leana. V hlavní roli doktora Živaga se představil Omar Sharif a dále hráli Julie Christie jako Lara, Geraldine Chaplin jako Toňa, Alec Guiness jako Jevgraf Živago, Rita Tushingham jako Táňa, Rod Steiger jako Komarovskij; v jedné vedlejší roli vystupuje Klaus Kinski. Film získal celkem 5 Oscarů a řadu dalších filmových cen. Stejně jako knižní předloha byl v Sovětském svazu až do osmdesátých let dvacátého století nedostupný. Film má stopáž 197 minut.
- Nové zfilmování této předlohy pak proběhlo v roce 2002. Jedná se o dvoudílný britsko-americký snímek pod vedením režiséra Giacoma Campiottiho. V hlavních rolích se představili Hans Matheson (Živago), Keira Knightley (Lara), Alexandra Maria Lara (Toňa) a Sam Neill (Komarovskij).
- V roce 2005 byl podle knihy natočen 11dílný ruský seriál. V hlavních rolích se představili Oleg Menšikov (Živago) a Čulpan Chamatovová (Lara).

## Inspirační zdroje díla
Jako předobraz románového města Jurjatinu posloužilo Pasternakovi poduralské město Perm.